# Yết Đông
Yết Đông (chữ Hán giản thể: 揭东区) là một quận thuộc địa cấp thị Yết Dương, tỉnh Quảng Đông, Cộng hòa Nhân dân Trung Hoa. Quận này có diện tích 850 km², dân số 1,21 triệu người. Mã số bưu chính là 515554. Quận lỵ đóng tại trấn Khúc Khê. Về mặt hành chính, quận này được chia thành 15 trấn: Khúc Khê, Vân Lộ, Ngọc Diếu, Đăng Cương, Pháo Đài, Địa Đô, Lâm Bàn, Nguyệt Thành, Bạch Tháp, Long Vĩ, Quế Lĩnh, Tích Trường, Tân Hưởng, Ngọc Hồ, Bộ Điền.